# Oskar Schlemmer
Oskar Schlemmer (Stuttgart, 1888.  szeptember 4. – Baden-Baden, 1943. április 13.) német festő, díszletkészítő, szcenikai tervező. Szcenikai és színpadi sikerei a Bauhausban töltött időszakához kapcsolódnak.

## Életrajza
1888-ban született Stuttgartban. 1903–1905 között egy intarzia készítő műhelyben rajzolni tanult. 1909-ben a stuttgarti akadémián folytatott tanulmányokat. 1912–1914 között Stuttgartban Adolf Hoelzel tanítványa volt. 1914-től 1918-ig részt vett az első világháborúban, majd 1920-ig ismét Hoelzel növendéke. 1920-tól tervezte első színpadi munkáját, az 1922-ben Stuttgartban bemutatott Triád balettnek az alakjait.

### Részvétele a Bauhusban
1921-ben mester a Bauhaus kőszobrász műhelyében. 1922-ig a falfestészeti műhelyt vezette, ahol a kézműves mester posztját fivére, Carl Schlemmer látta el, nagy szakmai tapasztalattal, mindaddig, amíg 1922-ben vitába keveredett Gropius-szal, s ezért azonnali hatállyal felmondták munkakörét.
1922-1925 között a faszobrász műhelyt vezette, Josef Hartwig kézműves mesterrel. Schlemmer többszöri jelzése ellenére alig kaptak érdemi feladatot, főleg a többi műhely munkájába segítettek be. Itt készültek Gropius műtermének makettjei is, színpadi díszletelemeket is készítettek. Toni Herdt tervei alapján szép fabábukat is készítettek. Említésre méltó munkát a Sommerfeld-ház belső kialakításánál kaptak.
1923-tól 1929-ben történt feloszlatásáig ő volt a szcenikai műhely vezetője. Elődje ugyanitt Schreyer volt, akinek műve, a „Holdjáték” a főpróbán megbukott, ezt követően rövidesen elhagyta a Bauhaust. Miután Schlemmer átvette ezt, nagy szakmai próbát jelentett az 1923-as Bauhaus-hét rendezvénye. Ennek keretében nagy sikere volt a „Triád-balett” előadása. Sikert hozott a „Mechanikus kabaré” és „Az ember a kapcsolótáblánál” című műve is.
Tanított aktrajzolást, 1928–1929-ben pedig „az ember” címmel tartott tanfolyamot.
A Bauhaus színházzal 1928-1929-ben Németországban és Svájcban turnézott. A Bauhaus-táncok színpadra állítása mellett ezekben az években foglalkozott táblakép- és falfestészettel, valamint díszlettervezéssel (például a berlini Kroll-Oper számára).

### Tevékenysége a Bauhaus-korszak után
1929-1932 között a breslaui akadémián tanított a szcenikai osztály vezetőjeként, továbbá „ember és tér" címen tartott kurzust. 1933-ban történt elbocsátásáig a berlini Vereinigte Staatsschulen für Kunst professzora volt. Előbb Eichbergben, majd a Baden melletti Sehringenben élt. 1938-tól falképek készítésével kereste a kenyerét, 1940-től a wuppertali Herbert lakkgyárban dolgozott. 1943-ban Baden-Badenben halt meg.

## Magyarul megjelent művei
- Oskar Schlemmer–Moholy-Nagy László–Molnár Farkasː A Bauhaus színháza; utószó Walter Gropius, magyar utószó Kocsis Rózsa, ford. Kemény István; Corvina, Bp., 1978